# Park Ji-sung (ca sĩ)
Park Ji-sung (Hangul: 박지성, Hanja: 朴智星, Hán-Việt: Phác Chí Thành,Tiếng Anh : Andy Park, sinh ngày 5 tháng 2 năm 2002) là một nam rapper, ca sĩ, vũ công người Hàn Quốc. Anh là thành viên trẻ tuổi nhất của nhóm nhạc nam Hàn Quốc NCT Dream do SM Entertainment thành lập và quản lý.

## Tiểu sử
Park Ji-sung sinh ngày 5 tháng 2 năm 2002 tại phường Mia, quận Gangbuk, thủ đô Seoul, là em út trong gia đình. Anh lớn lên ở Seoul nhưng đã từng sinh sống tại Busan trong khoảng 3-4 năm. Anh từng theo học tại trường tiểu học Seoul Mia. Jisung trở thành thực tập sinh của SM Entertainment vào năm 2013, khi mới 11 tuổi.

## Sự nghiệp

### 2013–2015: Trước khi ra mắt: thành viên dự án SM Rookies
Anh bắt đầu sự nghiệp với tư cách là một diễn viên nhí, đóng vai chính trong nhiều quảng cáo khác nhau. Anh cũng từng là người mẫu nhí cho các nhãn hiệu quần áo. Năm 2012 anh tham gia bộ phim 'Boys, be Curious' và đóng vai chính trong bộ phim 'Go, Stop, Murder' với vai Jeong-won, phát hành vào ngày 21 tháng 7 năm 2013. Vào tháng 5 năm 2013, anh xuất hiện trên chương trình Music Gangnam Feel Dance của đài MBC. Jisung được giới thiệu là thành viên của SM Rookies vào ngày 16 tháng 12 cùng với Mark và Hansol.
Anh ấy đã xuất hiện trên EXO 90:2014, một chương trình truyền hình thực tế với sự tham gia của EXO và các thành viên sau này của NCT dưới tư cách SM Rookies, được phát sóng trên Mnet. Chương trình có các màn trình diễn và tái hiện video âm nhạc của các bài hát K-pop nổi tiếng nhất trong những năm 1990 và đầu những năm 2000.
Vào tháng 7 năm 2015, anh được chọn làm Mouseketeer trong The Mickey Mouse Club cùng với Mark, Jeno, Haechan và Jaemin. Anh ấy cũng đã xuất hiện trong video âm nhạc Champagne của Yunho.

### 2016: Ra mắt với NCT, nhóm nhỏ NCT Dream và NCT U
Vào ngày 19 tháng 8 năm 2016, anh ấy được công bố là thành viên đầu tiên của nhóm nhỏ NCT Dream, cùng với Mark, Renjun, Jeno, Haechan, Jaemin và Chenle với đĩa đơn "Chewing Gum" phát hành vào ngày 24 tháng 8 năm 2016.
Anh ấy đã xuất hiện trong video âm nhạc "Switch" của NCT 127, được phát hành vào tháng 12 năm 2016.
Jisung đã trở lại lần đầu tiên vào ngày 9 tháng 2 năm 2017, khi NCT Dream phát hành album đơn đầu tiên của họ mang tên "The First", bao gồm "My First and Last" với phiên bản tiếng Trung như với "Dunk Shot", bài hát thứ hai trong đĩa đơn. Cùng năm, nhóm phát hành ca khúc "Trigger The Fever", bài hát chính thức của Giải vô địch bóng đá U-20 thế giới 2017.
Vào tháng 4 năm 2018, Jisung tham gia dàn diễn viên của chương trình Why Not? The Dancer. Vào tháng 8 cùng năm, nam ca sĩ đã tham gia chương trình Dancing High của đài KBS. Vào ngày 13 tháng 11, anh đã cho ra mắt bài hát "Best Day Ever", hợp tác với Haechan và Chenle, cho nhạc phim của loạt phim hoạt hình Netflix Trolls: The Beat Goes On.
Vào tháng 11 năm 2020, Jisung ra mắt NCT U với bài hát "Work It", phát hành vào ngày 27, tuy nhiên anh ấy không thể tham gia các buổi quảng bá trên các show âm nhạc vì chấn thương đầu gối. Ngoài ra, anh ấy đã tham gia vào 4 bài hát xuyên suốt album "Resonance Pt.1 và Pt.2", và "Work it" là bài hát duy nhất của anh có video âm nhạc.

## Danh sách đĩa nhạc
| Bài hát                          | Năm  | Album     | Nghệ sĩ   | Với                                     |
| -------------------------------- | ---- | --------- | --------- | --------------------------------------- |
| "Dear Dream"                     | 2018 | We go up  | NCT Dream | Baek Geum-min, Lee Soo-jung, Jeno, Mark |
| "Bye My First (사랑이 좀 어려워) | 2019 | We Boom   | NCT Dream | Ryu Da-som, Kim Eun-joo, Jeno, Jaemin   |
| "Best Friend"                    | 2019 | We Boom   | NCT Dream | Le'mon, Jeno, Jaemin                    |
| "Rainbow"                        | 2021 | Hot Sauce | NCT Dream | Jo Yoon-kyung, Jaemin, Jeno, Mark       |

## Danh sách phim

### Phim
| Năm  | Tên              | Vai       |
| ---- | ---------------- | --------- |
| 2012 | Boys, Be Curious |           |
| 2013 | No Cave          | Ji-seong  |
| 2013 | Go, Stop, Murder | Jeong-won |

### Chương trình truyền hình
| Năm  | Tên                 | Kênh                 | Ghi chú        |
| ---- | ------------------- | -------------------- | -------------- |
| 2013 | Gangnam Feel Dance  | MBC Music            | Cameo (tập 16) |
| 2014 | EXO 90:2014         | Mnet                 |                |
| 2015 | Mickey Mouse Club   | Disney Channel Korea |                |
| 2018 | Why Not? The Dancer | JTBC                 |                |
| 2018 | Dancing High        | KBS2                 |                |